# Demonologija
Demonologija je doktrina koje se bavi proučavanjem demona i demonskog utjecaja na čovjeka.
U starim legendama i zapisima mogu se pronaći različite i detaljne klasifikacije demona, njihov hijerarhijski ustroj i karakteristike.
Osnova demonologije razvijala se kao ogranak službenih religijskih sustava i njome se bavilo svećenstvo ; babilonski svećenici bavili su se istjerivanjem zlih duhova.

## Kršćanska demonologija
Kršćanski obredi egzorcizma temelje se na novozavjetnim zapisima o istjerivanju demona, koje je vršio Isus.
Četvrti lateranski sabor održan 1215., boreći se protiv dualizma katara i albigeneza, donio je definiciju vjere o anđelima i demonima: „...Đavao, naime, i drugi zli duhovi stvoreni su od Boga naravno dobri, ali su po samima sebi postali zli. A čovjek je sagriješio poticajem đavla.“
Ovim je utvrđena vjera Crkve u postojanje demona i postavljen je temelj demonologiji koja unatoč tome, ne govori mnogo o vrstama i broju demona.  Crkva je rijetko davala izjave i dokumente strogo dogmatskog karaktera vezane uz demonologiju.To je prepušteno skolastičkom raspravljanju i egzorcističkoj praksi.

## Hijerarhija
Magijska i druga literatura navodi velik broj demonskih imena i njihovu hijerarhiju. Hijerahija demona je svojevrstan obrnuti odraz hijerarhije neba i počiva na feudalnom principu. Feudalno rangiranje demonske hijerarhije je pokušaj izražavanja stupnjeva zla.
Hijerarhija demona ostala je uglavnom nepromijenjena,  iako je teško dati jednoglasnu podjelu i klasifikaciju. 
Srednjovjekovni teolog i pisac Mihovil Psel, navodi šest vrsta demona, kako su se i ranije klasificirali, ne ulazeći pritom u podrobniju raspravu: ognjeni, zračni, zemaljski, vodeni, podzemni demoni, te oni koji izbjegavaju svjetlost.
Hrvatski teolog Ivan Vinkov koji je izvodio obrede egzorcizma tvrdi da se po položaju zjenica opsjednutog, može odrediti kojoj vrsti demona dotični demon pripada: podređenima ili nadređenima. Položaj zjenica je značajan s obzirom na vrst đavola i smetnje. Kod različitih pitanja uvijek su se đavoli klasificirali prema dvostrukoj raspodjeli nadahnutoj 9 poglavljem Otkrivenja: ako se zjenice nalaze gore radi se o škorpionima, a ako se nalaze dolje radi se o zmijama. Škorpioni imaju na čelu Lucifera, zmije imaju na čelu Sotonu.
I u Evanđelju po Luki piše: „Vratiše se zatim sedamdesetdvojica radosni govoreći: „Gospodine, i zlodusi nam se pokoravaju na tvoje ime!“ A on im reče: Promatrah Sotonu kako poput munje s neba pade. Evo dao sam vam vlast da gazite po zmijama i štipavcima i po svoj sili neprijateljevoj i ništa vam neće naškoditi.“ (Lk 10, 17-20)
Talijanski egzorcist i svećenik Gabriele Amorth u svojoj knjizi kaže:
| „ | Uviđajući diferencijaciju demonskih imena i karaktera, u jednom od egzorcizama koji sam vršio, prisiljeni demon je rekao svoje ime : Lucifer! Upitao sam: "Ako si ti Lucifer, tko je onda Sotona“? Slijedio je odgovor :“On je moj brat stariji po časti“! U egzorcizmima koje sam molio nad različitim osobama Lucifer se uvijek javljao visokom intonacijom glasa, a Belzebub niskom; bez obzira dali su se manifestirali "muškim" ili "ženskim" glasom, ili su se tijekom egzorcizma kroz istu osobu "muško/ženski" glasovi izmjenjivali. | ” |
|   | |   |

## Magijska demonologija
Osim kršćanske, postoji i tzv. okultna demonologija kojom su se bavili raznorazni okultisti i čarobnjaci, a cilj joj je prizivanje demona radi traženja određene koristi.

## Vanjske poveznice
- Karakteristične aktivnosti demona
- don Gabrilele Amorth: Izvještaj rimskog egzorcista
- Kako dolazi do potpunog oslobođenja od zloduha